# Calliphora dichromata
Calliphora dichromata este o specie de muște din genul Calliphora, familia Calliphoridae. A fost descrisă pentru prima dată de Jacques-Marie-Frangile Bigot în anul 1888. Conform Catalogue of Life specia Calliphora dichromata nu are subspecii cunoscute.